# XIe législature de la république démocratique de Sao Tomé-et-Principe
- ADI (25)
- MLSTP-PSD (23)
- PCD-MDFM-UDD (5)
- Aucun groupe (2)

- ADI (25)
- MLSTP-PSD (23)
- PCD (3)
- Union MDFM-UDD (2)
- MCISTP (2)

- ADI (25)
- MLSTP-PSD (23)
- PCD (3)
- MDFM-UD (1)
- UDD (1)
- MCI-PS (2)
- Aucun (1)

Groupes représentés à l'Assemblée nationale en 2018 :

Partis représentés à l'Assemblée nationale en 2018 :

Groupes représentés à l'Assemblée nationale en 2022.

Partis représentés à l'Assemblée nationale en 2022 :

La XIe législature de la république démocratique de Sao Tomé-et-Principe est un cycle parlementaire qui s'ouvre le 22 novembre 2018 à la suite des élections législatives de la même année, pour s'achever le 8 novembre 2022.
Le Mouvement pour la libération de Sao Tomé-et-Principe – Parti social-démocrate (MLSTP-PSD), allié avec la coalition entre le Parti de convergence démocratique, le Mouvement pour les forces de changement démocratique – Union libérale et l'Union des démocrates pour la citoyenneté et le développement, détient la majorité à l'Assemblée nationale, avec vingt-huit sièges. Le parti du président Evaristo Carvalho, l'Action démocratique indépendante (ADI), en possède lui vingt-cinq.

## Liste des députés
| Élu                          | Parti       | Parti     | Groupe    | Groupe       | Circonscription |
| ---------------------------- | ----------- | --------- | --------- | ------------ | --------------- |
| Osvaldo d'Abreu              |             | MLSTP-PSD |           | MLSTP-PSD    | Água Grande     |
| Carlos Alberto Pires         |             | ADI       |           | ADI          | Principe        |
| Ilza Amado Vaz               | Água Grande | ADI       |           | ADI          |                 |
| Filomena d'Alva              |             | MLSTP-PSD |           | MLSTP-PSD    | Lobata          |
| Arlindo Barbosa Semedo       | Lembá       | MLSTP-PSD |           | MLSTP-PSD    |                 |
| António Barros               | Principe    | MLSTP-PSD |           | MLSTP-PSD    |                 |
| Américo de Barros            | Mé-Zóchi    | MLSTP-PSD |           | MLSTP-PSD    |                 |
| Carlos Benguela              | Lobata      | MLSTP-PSD |           | MLSTP-PSD    |                 |
| Domingos Boa Morte           |             | ADI       |           | ADI          | Cantagalo       |
| Jorge Bom Jesus              |             | MLSTP-PSD |           | MLSTP-PSD    | Água Grande     |
| Arlindo Carvalho             |             | PCD       |           | PCD-MDFM-UDD | Água Grande     |
| Carlos Cassandra Correia     |             | ADI       |           | ADI          | Principe        |
| Amaro Couto                  |             | MLSTP-PSD |           | MLSTP-PSD    | Água Grande     |
| Aérton Crisóstomo            | Principe    | MLSTP-PSD |           | MLSTP-PSD    |                 |
| Olinto Daio                  |             | ADI       |           | ADI          | Água Grande     |
| José da Graça Diogo          | Cantagalo   | ADI       |           | ADI          |                 |
| Mário Fernandes              | Caué        | ADI       |           | ADI          |                 |
| Felisberto Fernandes Afonso  |             | MDFM-UDD  |           | PCD-MDFM-UDD | Lembá           |
| Alexandre Guadalupe          |             | ADI       |           | ADI          | Mé-Zóchi        |
| Firmino João Raposo          |             | PCD       |           | PCD-MDFM-UDD | Caué            |
| Paulo Jorge Carvalho         |             | ADI       |           | ADI          | Cantagalo       |
| Ayres Major                  |             | MDFM-UDD  |           | PCD-MDFM-UDD | Mé-Zóchi        |
| Adilson Managem              |             | ADI       |           | ADI          | Cantagalo       |
| Elakcio da Marta             |             | MLSTP-PSD |           | MLSTP-PSD    | Cantagalo       |
| Deolindo da Mata             | Mé-Zóchi    | MLSTP-PSD |           | MLSTP-PSD    |                 |
| Edson Martins Soares         | Lembá       | MLSTP-PSD |           | MLSTP-PSD    |                 |
| José Miguel                  |             | ADI       |           | ADI          | Mé-Zóchi        |
| António Monteiro             |             | MCISTP    |           | Aucun        | Caué            |
| Levy Nazaré                  |             | ADI       |           | ADI          | Água Grande     |
| Delfim Neves                 |             | PCD       |           | PCD-MDFM-UDD | Lobata          |
| Maria das Neves              |             | MLSTP-PSD |           | MLSTP-PSD    | Mé-Zóchi        |
| Guilherme Octaviano          |             | MLSTP-PSD |           | MLSTP-PSD    | Mé-Zóchi        |
| Abnildo d'Oliveira           |             | ADI       |           | ADI          | Mé-Zóchi        |
| Vinício de Pina              |             | MLSTP-PSD |           | MLSTP-PSD    | Água Grande     |
| Sebastião Pinheiro           | Lembá       | MLSTP-PSD |           | MLSTP-PSD    |                 |
| Américo Pinto                |             | MLSTP-PSD |           | MLSTP-PSD    | Caué            |
| Elsa Pinto                   | Água Grande | MLSTP-PSD |           | MLSTP-PSD    |                 |
| Anaydi dos Prazeres Ferreira |             | ADI       |           | ADI          | Principe        |
| Idalécio Quaresma            | Mé-Zóchi    | ADI       |           | ADI          |                 |
| António Quintas              | Mé-Zóchi    |           | MLSTP-PSD |              | MLSTP-PSD       |
| Arlindo Ramos                |             | ADI       |           | ADI          | Lobata          |
| Alda dos Ramos               | Mé-Zóchi    | ADI       |           | ADI          |                 |
| Celmira Sacramento           | Mé-Zóchi    | ADI       |           | ADI          |                 |
| Álvaro Santiago              |             | ADI       |           | ADI          |                 |
| Arlindo dos Santos           | Mé-Zóchi    | ADI       |           | ADI          |                 |
| Danilo dos Santos            |             | MLSTP-PSD |           | MLSTP-PSD    | Água Grande     |
| Helder dos Santos Joaquim    | Cantagalo   | MLSTP-PSD |           | MLSTP-PSD    |                 |
| Ekeneide dos Santos          |             | ADI       |           | ADI          | Água Grande     |
| José Rui Tavares Cardoso     |             | MLSTP-PSD |           | MLSTP-PSD    | Lembá           |
| Elísio Teixeira              |             | ADI       |           | ADI          | Água Grande     |
| Patrice Trovoada             | Lobata      | ADI       |           | ADI          |                 |
| André Varela Ramos           | Lembá       | ADI       |           | ADI          |                 |
| Osvaldo Vaz                  |             | MLSTP-PSD |           | MLSTP-PSD    | Lobata          |
| Beatriz da Veiga Azevedo     |             | MCISTP    |           | Aucun        | Caué            |
| Manuel Vicente               |             | MLSTP-PSD |           | MLSTP-PSD    | Cantagalo       |
| Carlos Vila Nova             |             | ADI       |           | ADI          | Água Grande     |

## Évolution
Patrice Trovoada, chef du gouvernement jusqu'au 1er décembre 2018, annonce le 28 novembre de la même année sa démission de son poste de député (élu dans le district de Lobata), en plus de celui de président de l'ADI.
Manuel Vicente, membre du groupe MLSTP, décède le 15 septembre 2020.
Accusé de s'absenter systématiquement des réunions parlementaires et de ne pas suivre les directives, Levy Nazaré est exclu du groupe et du parti ADI le 22 décembre 2020. Il rejoint le mouvement Basta, proche du PCD, en 2022.
Le parti Union MDFM-UDD, fondé en amont des élections de 2018, disparaît en mars 2022. En conséquence, le Mouvement pour les forces de changement démocratique et l'Union des démocrates pour la citoyenneté et le développement sont refondés.

## Composition du bureau
- Président : Delfim Neves[9]
  - Vice-présidents : Guilherme Octaviano et Levy Nazaré[9]
- Secrétaire : Arlindo Barbosa, Elakcio da Marta et Adilson Managem[9]
  - Vice-secrétaires : Rui Cardoso et Anaydi Ferreira[9]
- Leader du groupe ADI : Abnildo Oliveira[10]
  - Vice-leader : Ekineide Santos[10]
- Leader du groupe MLSTP-PSD : Amauro Couto[11]
  - Vice-leaders : António Barros et Deolindo da Mata[11]
- Leader du groupe Coalition PCD-MDFM-UDD : Danilson Cotú[12]
  - Vice-leader : Felisberto Afonso[12]

## Élection du président de l'Assemblée nationale
L'élection s'est déroulée le 22 novembre 2018, avec deux candidats,. António Monteiro, député du MCI-PS, ne prend pas part au vote.
Le même jour, le membre du MLSTP-PSD Guilherme Octaviano est élu avec 36 voix premier vice-président de l'Assemblée, et Levy Nazaré de l'Action démocratique indépendante second vice-président, avec 28 voix.
| Candidat                 | Parti          | Parti          | Voix | %      |  |
| ------------------------ | -------------- | -------------- | ---- | ------ |  |
| Delfim Neves             |                | PCD            | 28   |        |  |
| Carlos Cassandra Correia |                | ADI            | 25   |        |  |
|                          |                |                |      |        |  |
| Inscrits                 | Inscrits       | Inscrits       | 55   | 100,00 |  |
| Votants                  | Votants        | Votants        | 54   |        |  |
| Blancs et nuls           | Blancs et nuls | Blancs et nuls | 1    |        |  |
| Exprimés                 | Exprimés       | Exprimés       | 53   |        |  |

## Parité femmes-hommes
En février 2019, l'Assemblée nationale compte seulement 14,5 % de femmes.